# Peter Lee Lawrence
Peter Lee Lawrence, nome d'arte di Karl Hirenbach (Lindau, 21 febbraio 1944 – Roma, 20 aprile 1974), è stato un attore tedesco, conosciuto per le sue interpretazioni cinematografiche in spaghetti western (in cui è apparso talvolta con lo pseudonimo Arthur Grant) e nei fotoromanzi della Lancio, dove è stato accreditato sempre come Pierre Clement.

## Biografia
È stato sposato con l'attrice Cristina Galbò ed ha avuto un figlio, David, nato nel 1971. È morto a soli 30 anni per un tumore cerebrale.
Lawrence ha avuto una formazione come attore di cinema ed ha interpretato piccole parti in film di costume e in western all'italiana girati anche per il mercato spagnolo. Ha recitato a fianco di Sophia Loren in film di costume prima del passaggio ai fotoromanzi Lancio. Con il regista Sergio Leone interpretò un piccolo ruolo in Per qualche dollaro in più. Fu il regista italiano a cambiargli il nome anagrafico in quello di Peter Lee Lawrence; complessivamente ha interpretato una trentina di film in nove anni.
Ha debuttato invece come attore di fotoromanzi della Lancio nel giugno 1966 interpretando per il numero 125 di Charme la storia Peccato di donna; successivamente è stato nel numero 64 di Letizia in Vic, il ragazzo d'oro.
Complessivamente, Lawrence ha interpretato come protagonista, per la Lancio, settantotto fotoromanzi (eccetto quattro partecipazioni speciali per i periodici Jacques Douglas e Lucky Martin. Ha avuto come compagne di lavoro diverse note attrici di fotoromanzi fra cui Paola Pitti, Michela Roc, Claudia Rivelli e Adriana Rame.

## Filmografia
- Per qualche dollaro in più, regia di Sergio Leone (1965)
- Dove si spara di più, regia di Gianni Puccini (1967)
- Killer calibro 32, regia di Al Bradley (1967)
- ...E divenne il più spietato bandito del sud, regia di Julio Buchs (1967)
- I giorni della violenza, regia di Al Bradley (1967)
- Killer adios, regia di Primo Zeglio (1968)
- Testa di sbarco per otto implacabili, regia di Alfonso Brescia (1968)
- Ad uno ad uno... spietatamente, regia di Rafael Romero Marchent (1968)
- Una pistola per cento bare, regia di Umberto Lenzi (1968)
- La morte sull'alta collina, regia di Fernando Cerchio (1969)
- Tempo di Charleston, regia di Julio Diamante (1969)
- Garringo, regia di Rafael Romero Marchent (1969)
- La furia dei Khyber, regia di José Luis Merino (1970)
- Quando Satana impugnò la Colt (Manos torpes), regia di Rafael Romero Marchent 1970)
- Arriva Sabata!, regia di Tulio Demicheli (1970)
- Ancora dollari per i MacGregor, regia di José Luis Merino (1970)
- Criniera selvaggia (Black Beauty), regia di James Hill (1971)
- I quattro pistoleri di Santa Trinità, regia di Giorgio Cristallini (1971)
- Su le mani, cadavere! Sei in arresto, regia di León Klimovsky (1971)
- Dio in cielo... Arizona in terra, regia di Juan Bosch (1972)
- La mano lunga del padrino, regia di Nardo Bonomi (1972)
- Tarzan e la pantera nera, regia di Manuel Caño (1972)
- Il mio corpo con rabbia, regia di Roberto Natale (1972)
- Amore e morte nel giardino degli dei, regia di Sauro Scavolini (1972)
- La preda e l'avvoltoio, regia di Rafael Romero Marchent (1972)
- Mia moglie, un corpo per l'amore, regia di Mario Imperoli (1972)
- Giorni d'amore sul filo di una lama, regia di Giuseppe Pellegrini (1973)
- Il bacio di una morta, regia di Carlo Infascelli (1974)
- Los caballeros del Botón de Ancla, regia di Ramón Torrado (1974)

## Doppiatori italiani
- Massimo Turci in Dove si spara di più, Ancora dollari per i MacGregor, Dio in cielo... Arizona in terra, Amore e morte nel giardino degli dei, La preda e l'avvoltoio, Mia moglie, un corpo per l'amore
- Cesare Barbetti in Testa di sbarco per otto implacabili, Una pistola per cento bare, La morte sull'alta collina
- Sergio Graziani in Killer calibro 32, Killer, adios
- Adalberto Maria Merli in Su le mani, cadavere! Sei in arresto, La mano lunga del padrino
- Pino Colizzi in Tarzan e la pantera nera, Giorni d'amore sul filo di una lama
- Luciano Melani in  ...E divenne il più spietato bandito del sud
- Pino Locchi in I giorni della violenza
- Giacomo Piperno in Ad uno ad uno... spietatamente
- Manlio De Angelis in Arriva Sabata!
- Carlo Sabatini in Il bacio di una morta